# 薩爾馬提亞擬鯉
薩爾馬提亞擬鯉（学名：Sarmarutilus rubilio）為輻鰭魚綱鯉形目雅羅魚科的其中一種，原產於義大利的托斯卡納大區、拉齊奧大區，位於流向亞得里亞海和第勒尼安海的淡水水域，並被引入該國更南部的地區，本種原分類為擬鯉屬(Rutilus)的其中一種，於2014年獨立為一屬，與擬鯉屬的差異在咽齒的排列及其較小的尺寸，繁殖期的雄魚身體每個鱗片的中心和頭部都有明顯的結節，側條紋被鱗片上明顯的新月形三角形斑點，體長可達15.6公分，棲息在溪流和湖泊底中層水域，屬雜食性，以植物和無脊椎動物為食，繁殖期在4至5月，生活習性不明，可作為遊釣魚。